# Sua Majestade Graciosa
Sua Majestade Graciosa (abreviado como S.M.G) foi um tratamento usado pelo rei da Inglaterra Jaime I ao subir ao trono, quando este também já era rei da Escócia com o nome de Jaime VI. Esse tratamento por conter um adjetivo que não se refere a qualquer patamar de nobreza, é inferior ao tratamento puro de Majestade, mas mesmo assim é superior ao de Majestade Sereníssima. [carece de fontes?]

## Antecedentes históricos
A partir de cerca do século XII em diante, os soberanos ingleses passaram a serem tratados como Sua Alteza. Eles compartilharam esse estilo com apenas cinco outros monarcas no mundo: o imperador do Sacro Império Romano-Germânico e os reis da França, Castela, Aragão e Portugal. Por volta de 1519, porém, o imperador do Sacro Império Romano e o rei da França, então inimigos assumiram o tratamento de Sua Majestade. O rei inglês Henrique VIII, querendo transformar a Inglaterra numa potência continental, abraça também o tratamento, fazendo do tratamento o estilo oficial do soberano inglês, mesmo que ainda os tratamentos de Alteza e Graça, ostentados por seus antecessores há séculos, ainda aparecessem para se referir ao monarca. Seus sucessores, Eduardo VI, a breve soberana Jane I e as rainhas Maria I e Isabel I, também ostentaram o tratamento de tal forma que o estilo aliado ao absolutismo tornaram o tratamento um símbolo, um caráter inerente da natureza real do soberano. O tratamento então tornou-se um tesouro daquele país das ilhas britânicas.

### Adoção
Quando James Stuart, que reinava sobre a Reino da Escócia, herdou o trono real inglês de sua prima, a protestante Elizabeth I, ele uniu pessoalmente os governos da Inglaterra e da Escócia em sua dignidade. Como na Escócia o tratamento do soberano escocês ainda era o antiquado Sua Graça, ele com a sua subida ao trono real do país vizinho passou a ostentar também o de Majestade, e querendo realizar um sonho velho dos antigos habitantes daquelas ilhas, a tão aspirada união territorial dos 2 reinos britânicos, decidiu então unificar os 2 tratamentos o de Graça e o de Majestade, nascendo o híbrido "Sua Majestade Graciosa". Mas a união territorial dos dois reinos só viria a se tornar realidade legalmente mais de um século depois, em 1707.